# Roulez jeunesse, un code de la route pour les jeunes
Roulez jeunesse, un code de la route pour les jeunes est un essai de Jean-Louis Fournier publié en 2000.

## Résumé
Après Je vais t'apprendre la politesse, p'tit con, Jean-Louis Fournier propose un guide de savoir-vivre pour les jeunes dédié au code de la route. Les accidents de la route étant de plus en plus fréquents, le livre a pour but d'apprendre à mieux conduire.  

## Adaptation
Le livre a été adapté à la télévision en 2001, dans une série de programmes courts de 50 épisodes de 3 minutes, qui fut diffusée sur La Cinquième.